# Валентність

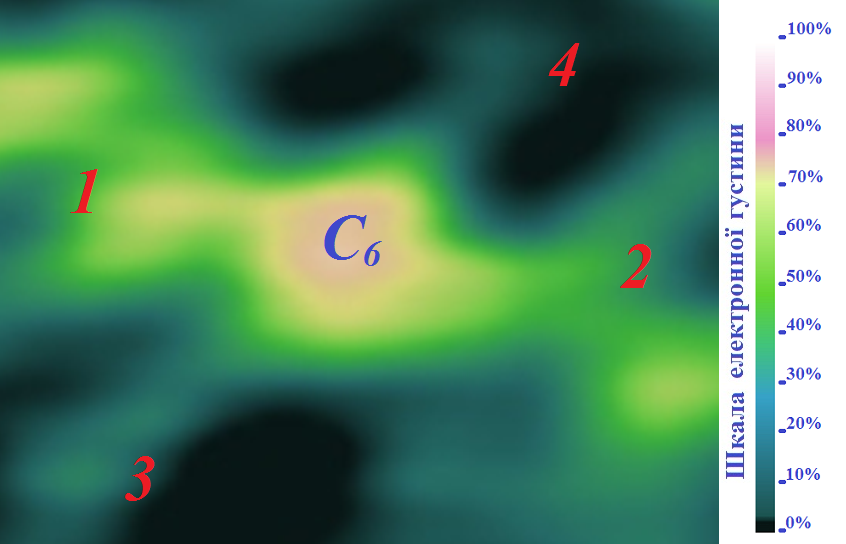
Фото валентних хмарок чотиривалентного атома C_{6} в графіті: 1,2 хмарки створюють сильні сігма-зв'язки з сусідніми атомами вуглецю (зелений колір); 3,4 хмарки створюють слабкі пі-зв’язки з атомами верхнього та нижнього шару графіту (блакитний колір).

Вале́нтність — це властивість атомів одного хімічного елемента з'єднуватися з певним числом атомів інших хімічних елементів. Термін походить від лат. valentia — сила, тож в ході його еволюції йому надавалося й таке визначення: властивість атома приєднувати чи заміщувати певне число атомів чи атомних груп з утворенням хімічного зв'язку. Так, у сполуках HCl, H2O, NH3 і CH4 хлор є одновалентним, кисень — двовалентним, азот — тривалентним, вуглець — чотиривалентним, бо вони сполучені відповідно з одним, двома, трьома і чотирма атомами водню.
Валентність, а, точніше, близька за змістом величина ступеня окиснення за необхідності вказується в назві сполук за допомогою римських чисел в дужках, приміром, хлорид міді(I), хлорид міді(II).

## Зовнішній вигляд хімічних зв'язків
Усі чотири хімічні зв’язки атома карбону добре видно на фото вгорі, де наведено пряме пікоскопічне зображення атома C6 отримане шляхом денситометрії електронної хмарки (роздільна здатність 10 пікометрів). Внутрішня оболонка складається з двох електронів — біле коло. Відповідно до періодичного закону зовнішню (валентну) оболонку складають чотири валентних хмарки: 1,2 орбіталі створюють сильні сігма-зв'язки з сусідніми атомами вуглецю (зелений колір); 3,4 орбіталі створюють слабі пі-зв’язки з атомами верхнього та нижнього шару графіту (блакитний колір).

## Природа валентності
Що стосується природи валентності, тобто природи тих сил, які обумовлюють собою хімічний зв'язок атомів у молекулах, то вона довгий час залишалася незрозумілою. Лише коли стала відома будова атомів, з'явилися теорії, які пояснювали причину різної валентності хімічних елементів і природу хімічного зв'язку. Найважливішими з цих теорій є теорія про електровалентний, або іонний, хімічний зв'язок і теорія про ковалентний, або атомний, хімічний зв'язок. Валентність повністю визначається будовою зовнішньої (валентної) електронної оболонки атома.
Розвиток поняття валентності у спробах краще зрозуміти склад і будову речовин привів до його розщеплення на кілька окремих концепцій: іонна валентність, ковалентність, ступінь окиснення, координаційне число. Те чи інше поняття з цього переліку застосовують залежно від способу взаємодії атомів. Класична теорія валентності стикається зі складнощами вже для азоту: як у катіоні амонію NH+
4, так і в більшості неорганічних оксигеновмісних сполук ковалентність азоту становить 4 (і принципово не може сягнути 5), тоді як класичне визначення його валентності в оксиді N2O5 чи відповідній йому нітратній кислоті дає 5.

## Валентність хімічних елементів
Деяким хімічним елементам притаманна стала валентність, а деяким — змінна. Наприклад, водень, натрій і калій у своїх сполуках бувають тільки одновалентні, кальцій, барій, магній, цинк і кисень — тільки двовалентні, а бор і алюміній — тільки тривалентні. Більшість хімічних елементів мають змінну валентність. Так, мідь може бути одновалентним (CuCl) і двовалентним (CuCl2), залізо — двовалентним (FeCl2) і тривалентним (FeCl3), вуглець — двовалентним (CO) і чотиривалентним (CO2), сірка — чотиривалентним (SO2) та шестивалентним (SO3) тощо.
Найвища валентність елемента часто збігається з його номером групи в короткоперіодному варіанті періодичної системи елементів. Найвища валентність за киснем і воднем збігається для металів (менш електронегативних за обидва ці елементи), але може відрізнятися для неметалів (більшість яких за електронегативністю проміжна між воднем та киснем). В останньому випадку сума найвищих валентностей за воднем та киснем дає 8 (порівняйте з правилом октета), наприклад, H2S та SO3: 2 + 6 = 8.
Для того, щоб визначити значення валентності елементів у сполуках, складніших за бінарні, необхідно знати їх структурну формулу, тобто будову. Приміром, «постійна валентність 2» для Be та Zn означає властивий їм у сполуках постійний ступінь окиснення +2, але їхнє координаційне число в комплексних сполуках становить 4 (Be(OH)2–
4, Zn(NH3)2+
4 тощо), і саме воно в таких сполуках має відповідати валентності, яка вже не буде постійною. Так само для «змінної валентності»: ступінь окиснення, відповідний зазначеним нижче валентностям, у елемента є, а власне валентності (як координаційного числа в кристалі або кількості усуспільнених електронних пар в молекулі чи іоні) може не існувати.

### Елементи з постійною валентністю
- H, F, Li, Na, K, Rb, Cs, Fr — 1
- Be, Mg, Ca, Ba, Zn, Ra, Cd, Sr, О — 2
- Al, B — 3

### Популярні елементи зі змінною валентністю
- Cu, Hg — 1 і 2
- Fe, Co, Ni — 2 і 3
- C, Si, Ge, Sn, Pb — 2 і 4
- P — 3, 5
- S — 2, 4 і 6
- Mn — 2, 3, 4, 6 і 7
- N — 1, 2, 3, 4 і (суто формально) 5
- Cl, Br, I — 1, 3, 5 і 7
- Cr — 2, 3, 6